# ベン・カエタノ
ベンジャミン・ジェローム “ベン” カエタノ（英語: Benjamin Jerome “Ben” Cayetano、1939年11月14日 - ）は、5代目ハワイ州知事（任期：1994年12月2日 - 2002年12月2日）。アメリカ合衆国における初のフィリピン系の州知事である。

## 経歴
1939年11月14日にハワイ準州ホノルルに誕生する。1968年にカリフォルニア大学ロサンゼルス校で学士号を、1971年にロサンゼルスのロヨラ・メリーマウント大学ロー・スクールで法務博士号を取得した。
1986年にハワイ州知事に就任したジョン・ワイヘエの後を受けてフィリピン系初のハワイ州副知事となる。2002年にはジョン・ワイヘエの後任として5代目ハワイ州知事に就任した。